# Incident de Denali
L'incident du vol 1628 de Japan Airlines, plus connu sous le nom d'Incident de Denali, est l'observation, depuis un Boeing 747-246F japonais, d'un ovni de très grande taille, le 17 novembre 1986 (soit un an après l'incident du vol 123 de la même compagnie impliquant un appareil similaire),. L'avion, parti de Paris, fait route vers l'aéroport international de Narita, près de Tokyo, emportant une cargaison de vin du Beaujolais. Sur la section du vol reliant Reykjavik à Anchorage, à 17 h 11, au-dessus de l’est de l’Alaska, l’équipage observe deux objets non identifiés à tribord. Ceux-ci s'élèvent brusquement et se rapprochent de l'avion pour l'escorter. Chaque objet comporte deux groupements rectangulaires de ce qui semble être des buses ou des propulseurs rougeoyants, bien que leur fuselage reste dans l'ombre. Au plus près des engins, la cabine de l'avion s'illumine et le commandant de bord sent sur son visage la chaleur des propulseurs. Les deux engins partent avant qu'un troisième objet, en forme de disque et beaucoup plus volumineux, ne commence à les suivre. Le contrôle du trafic aérien d'Anchorage demande à un vol de la United Airlines en approche de confirmer le trafic non identifié, mais lorsque celui-ci aperçoit le vol 1628 vers 17 h 51, aucun autre appareil n'est visible. L'observation, qui a duré 50 minutes, cesse à proximité du Denali.

## Observation
Le 17 novembre 1986, les membres d'équipage du Boeing 747 de la Japan Airlines ont aperçu trois objets volant non identifiés après le coucher du soleil, alors qu'ils survolaient l'est de l'Alaska. Les objets semblaient préférer la couverture de ténèbres à leur gauche et éviter les cieux plus clairs à leur droite. Au moins, les deux premiers objets ont été observés par les trois membres de l'équipage : le capitaine Kenju Terauchi (japonais : 謙 寿), ancien pilote de chasse possédant plus de 10 000 heures de vol, le copilote Takanori Tamefuji (japonais : 藤 隆), l'ingénieur de vol Yoshio Tsukuba (japonais : 善 善).
Le vol cargo de routine est entré en Alaska sur pilote automatique et a atteint une vitesse de croisière de 905 km/h à une altitude de 11 000 m. À 17 h 9, le contrôle du trafic aérien d'Anchorage lui a conseillé de se diriger vers Talkeetna, en Alaska.

### Les deux objets

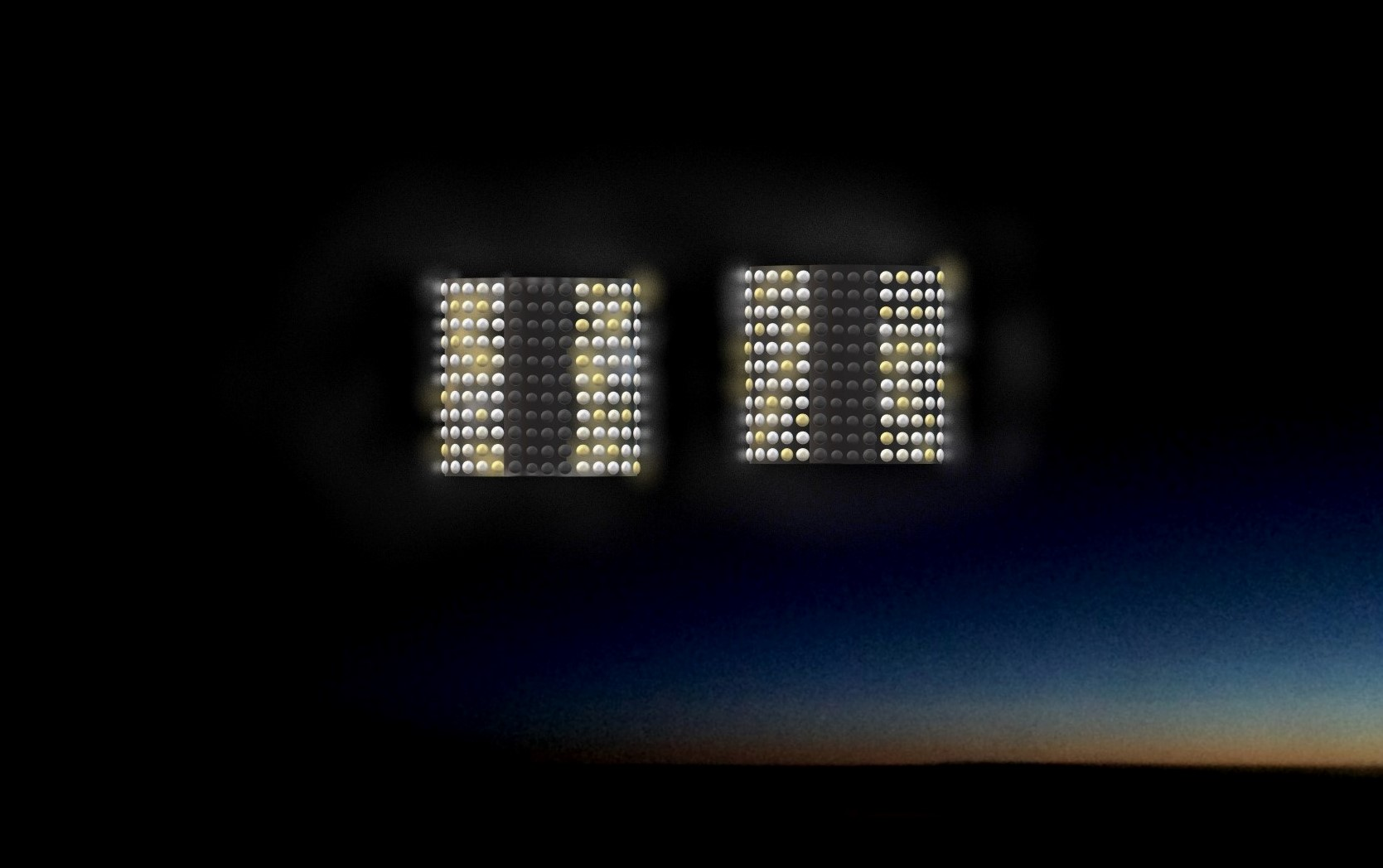
Illustration des deux premiers objets, d'après les dessins et descriptions du capitaine Terauchi. Ils émettaient des rayons lumineux, avaient une forme carrée et se situaient entre 500 mètres devant le cockpit, mais un peu plus en altitude.

Dès que le vol JAL 1628 s’est redressé, à 17 h 11, le capitaine Terauchi a remarqué deux appareils à l'extrême gauche et à environ 2 000 pieds (610 m) en dessous de sa position, qu'il supposait être des avions militaires. Ceux-ci suivaient sa trajectoire de vol et sa vitesse. À 17h18 ou 17h19, les deux objets se sont brusquement dirigés vers une position située à environ 150 m ou 300 m devant l’aéronef, dans une configuration empilée.
Ce faisant, ils ont activé, selon leur témoignage: « une sorte de poussée inverse et leurs lumières sont devenues éblouissantes ». Pour correspondre à la vitesse de l’avion depuis leur approche latérale, les objets affichaient ce que Terauchi décrivait comme un mépris de l’inertie :

« La chose volait comme si la gravité n’existait pas. Elle a accéléré, puis s’est arrêtée, puis a volé à notre vitesse, dans notre direction, de sorte qu’elle nous paraissait immobile. L’instant suivant, elle a changé de direction. [...] En d’autres termes, l’objet volant avait vaincu la gravité. »

Informé à ce moment-là (à 17 h 19 min 15 s), le contrôle de la circulation aérienne n'a pu confirmer aucun trafic dans la position indiquée. Au bout de trois à cinq minutes, les objets ont adopté une configuration côte à côte, qu'ils ont conservée pendant 10 minutes supplémentaires. Ils ont accompagné l'avion avec un mouvement ondulatoire et une rotation en va-et-vient, qui semblaient être sous contrôle automatique, les faisant brûler avec une luminosité plus ou moins vive.
Chaque objet avait une forme carrée, consistant en deux réseaux rectangulaires de ce qui semblait être des buses ou des propulseurs luisants, séparés par une section centrale sombre. Le capitaine Terauchi spéculait dans ses dessins que les objets sembleraient cylindriques s'ils étaient vus d'un autre angle et que le mouvement observé des buses pouvait être attribué à la rotation des cylindres. Les objets sont partis brusquement vers 17 h 23 min 13 s et se sont déplacés plus bas que l'horizon à l'est .

### Le troisième objet

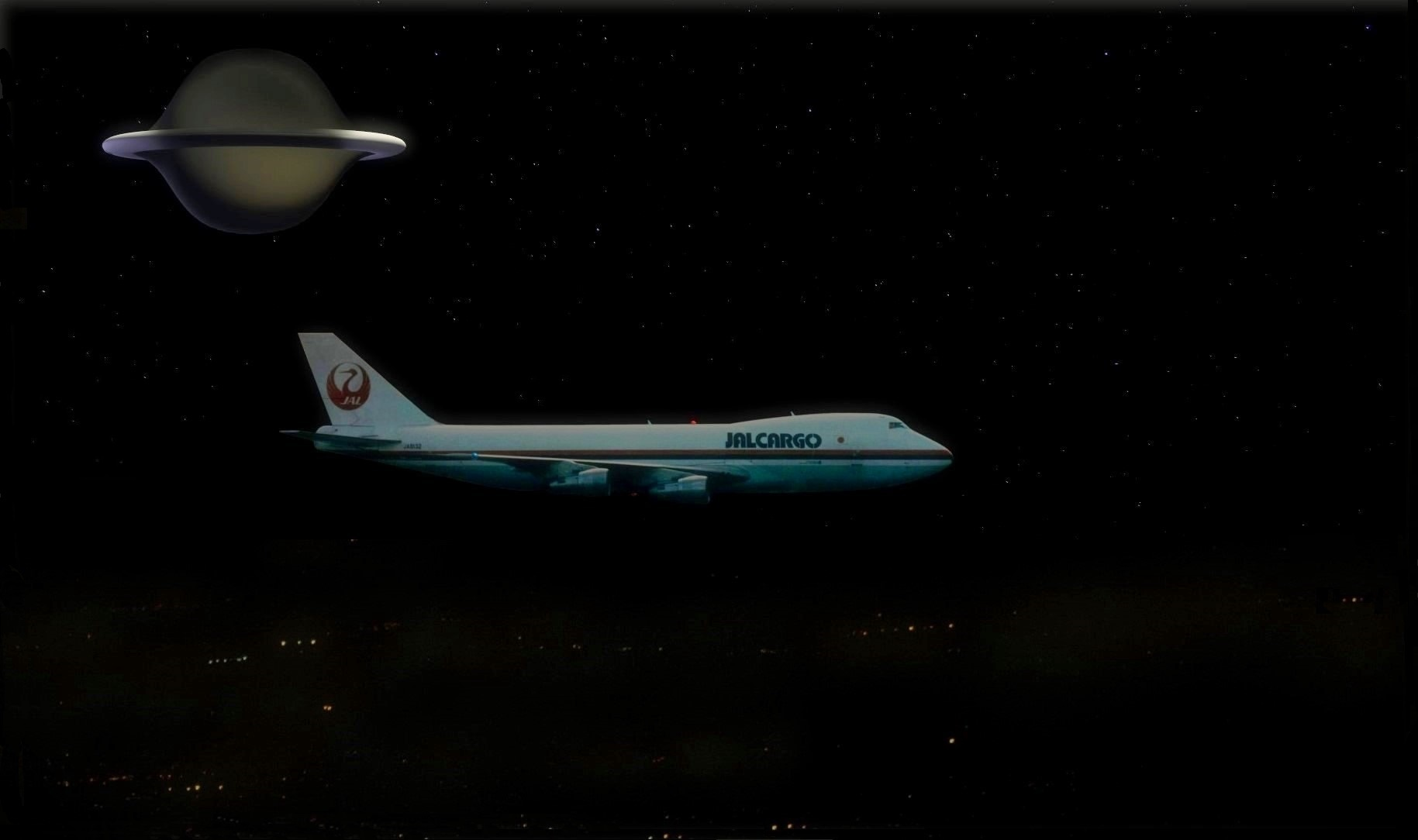
Reconstitution de l'observation du vaisseau mère depuis le Boeing 747-200F.

Là où les premiers objets disparurent, le capitaine Terauchi aperçut une bande de lumière pâle qui reflétait leur altitude, leur vitesse et leur direction. Fixant la portée du radar embarqué à 46 km, il confirma la présence d'un objet dans la direction prévue de 10 heures à une distance d’environ 13,9 km et informa l’ATC de sa présence. Anchorage ne trouva rien sur leur radar, mais le centre régional de commandement des opérations du NORAD d'Elmendorf, directement dans sa trajectoire de vol, signala un « écho primaire de poussée » au bout de quelques minutes.
Lorsque les lumières de la ville de Fairbanks commencèrent à éclairer l'objet, le capitaine Terauchi crut discerner, à bâbord, les contours d'un gigantesque vaisseau spatial qui était « deux fois plus gros qu'un porte-avions ». Il était cependant en dehors du champ de vision du premier officier, Tamefuji. L'objet effectua, « en formation » ou dans la même position relative tout au long du virage à 45 degrés, une descente de 35 000 à 31 000 pieds. Le radar à courte portée de l'aéroport de Fairbanks n'enregistra pas l'objet.
Anchorage proposa une intervention militaire qui fut refusée par le pilote en raison de sa connaissance des événements de l’incident de Mantell (une autre observation d'ovni depuis un avion ayant eu lieu dans les années 1940). L'objet ne fut signalé par aucun des deux avions qui s'approchèrent du vol 1628 pour confirmer sa présence : le temps qu'ils arrivent, le dit vol l'avait perdu de vue. Le Boeing 747-200F arriva, sans incident, à Anchorage à 18 h 20.

## Suites
Le capitaine Terauchi mentionna dans le rapport officiel de la Federal Aviation Administration que l'objet était un ovni. En décembre 1986, il accorda une interview à deux journalistes de Kyodo News. JAL aussitôt l'interdit de vol pour avoir parlé à la presse et le transféra à un poste de bureau. Il fut réintégré au poste de pilote quelques années plus tard puis prit sa retraite dans le nord du Kanto.
Kyodo News a contacté Paul Steucke, responsable de l'information publique de la FAA à Anchorage le 24 décembre, et a reçu confirmation de l'incident, suivi par UPI le 29. La région de l'Alaska des FAA a consulté John Callahan, chef de la division des accidents et des enquêtes de la FAA, car ils voulaient savoir quoi dire aux médias à propos de l'ovni. John Callahan n'était pas au courant d'un tel incident, estimant qu'il s'agissait probablement d'un vol tôt le matin d'un bombardier furtif, alors en développement. Il a demandé à la région de l'Alaska de transmettre les données pertinentes à leur centre technique situé à Atlantic City, dans le New Jersey, où lui et son supérieur ont restitué les données radar et les ont liées aux cassettes vocales en enregistrant sur vidéo les lectures simultanées.
Un jour plus tard, au siège de la FAA, ils ont informé le vice-amiral Donald D. Engen, qui avait visionné toute la vidéo de plus d'une demi-heure, et leur avait demandé de ne parler à personne avant d'avoir reçu l'accord, et de préparer une présentation exhaustive des données. pour un groupe de représentants du gouvernement le lendemain. Des représentants du FBI, de la CIA et de l’Équipe d’études scientifiques du président Reagan, entre autres, ont assisté à la réunion. À la fin de la présentation, toutes les personnes présentes ont appris que l'incident était secret et que leur réunion n'avait jamais eu lieu. Selon Callahan, les responsables ont considéré que les données représentaient la première instance de données radar enregistrées sur un ovni, et ils ont pris possession de toutes les données présentées. John Callahan a toutefois réussi à conserver la vidéo originale, le rapport du pilote et le premier rapport de la FAA dans son bureau. Les impressions de données informatiques oubliées sur les cibles ont également été redécouvertes et permettent de reproduire toutes les cibles qui étaient dans le ciel à l'époque.
Après une enquête de trois mois, la FAA a officiellement publié ses résultats lors d'une conférence de presse tenue le 5 mars 1987. Paul Steucke s'est rétracté plus tôt, suggérant à leurs contrôleurs de confirmer un ovni et de l'attribuer à une « image radar divisée »'. avec un timing malheureux. Il a précisé que « la FAA [n'avait] pas assez de documents pour confirmer la présence de quelque chose » et bien qu'ils « aient accepté les descriptions de l'équipage », ils étaient « incapables de soutenir ce qu'ils avaient vu ». L'incident de McGrath a été révélé ici parmi la vaste série de documents fournis aux journalistes.
Les médias ont accordé une attention particulière à l'observation, en tant qu'exemple supposé de suivi des ovnis sur les radars terrestre et aérien, tandis que des pilotes de ligne expérimentés l'observaient, avec la confirmation ultérieure d'un chef de division de la FAA,.